# Теорема Холла
Теорема Холла (також відома як теорема про одруження)— комбінаторне твердження, що дає достатні і необхідні умови існування вибору різних елементів з деякого набору скінченних множин. Теорема названа на честь англійського математика Філіпа Холла.

## Твердження
Теорема Холла може бути сформульована кількома способами, зокрема за допомогою мови теорії графів і теорії трансверсалів.

### Твердження у теорії графів
Нехай {\displaystyle G=(V,E)\;} — деякий граф, і {\displaystyle A\subseteq V,B\subseteq V\;} підмножини його вершин, такі що {\displaystyle A\cup B=V\;}, і для довільного ребра {\displaystyle e\;} такого що {\displaystyle e=\lbrace v,u\rbrace \;}, справедливе твердження
{\displaystyle (v\in A\land u\in B)\lor (v\in B\land u\in A)\;},
тобто граф {\displaystyle G\;} є двочастковим. Тоді для даного графа існує набір ребер, що з'єднують вершини {\displaystyle A\;} з різними вершинами {\displaystyle B\;} тоді й лише тоді коли для кожної підмножини елементів {\displaystyle K\subseteq A\;} виконується
{\displaystyle |W|\geqslant |K|,\;}
де:
{\displaystyle W=\{w\in B\colon (\exists k\in K)\lbrace k,w\rbrace \in E\}\;}
множина елементів з {\displaystyle B,\;} що з'єднані ребрами хоча б з одним елементом підмножини {\displaystyle K\;}
Остання умова також називається умовою одружень.

### Твердження у теорії трансверсалів
Нехай S = {S1, S2, … } — деяка сім'я скінченних множин. Трансверсалем для S, називається множина X = {x1, x2, …} різних елементів (де |X| = |S|) з властивістю, що для всіх i, xi∈Si.
Теорема Холла стверджує, що трансверсаль для S існує тоді й лише тоді, коли виконується умова
{\displaystyle |T|\leq {\Bigl |}\bigcup _{t\in T}t{\Bigr |}}

## Доведення

### Доведення 1
Доведення здійснюватимемо методом математичної індукції щодо кількості елементів S.
Теорема очевидно справедлива для {\displaystyle \vert S\vert =0}.
Припустимо твердження теореми справедливе для {\displaystyle \left\vert S\right\vert <n}, доведемо її для випадку {\displaystyle \left\vert S\right\vert =n}.
Спершу розглянемо випадок коли виконується
{\displaystyle \left\vert \cup T\right\vert \geq \left\vert T\right\vert +1}
для всіз власних підмножин T of S. Виберемо довільний елемент {\displaystyle x\in S_{n}} представником {\displaystyle S_{n}.} Якщо існує трансверсаль для
{\displaystyle S'=\left\{S_{1}\setminus \{x\},\ldots ,S_{n-1}\setminus \{x\}\right\}}, тоді {\displaystyle R'\cup \{x\}} є трансверсаллю для S.
Але якщо взяти
{\displaystyle \{S_{j_{1}}\setminus \{x\},...,S_{j_{k}}\setminus \{x\}\}=T'\subseteq S'}
то за припущенням,
{\displaystyle \left\vert \cup T'\right\vert \geq \left\vert \cup _{i=1}^{k}S_{j_{i}}\right\vert -1\geq k}.
Згідно з припущенням індукції для {\displaystyle S'} і як наслідок для {\displaystyle S} існує трансверсаль.
В іншому випадку для деякої {\displaystyle \emptyset \neq T\subset S} виконується рівність
{\displaystyle \left\vert \cup T\right\vert =\left\vert T\right\vert }.
Для {\displaystyle T} маємо, що для кожної {\displaystyle T'\subseteq T\subset S} виконується
{\displaystyle \left\vert \cup T'\right\vert \geq \left\vert T'\right\vert },
і за припущенням індукції для {\displaystyle T} існує трансверсаль.
Для завершення доведення достатньо знайти представників для множин {\displaystyle S\setminus T} що не містять елементів {\displaystyle \cup T}. Для цього достатньо довести, що для довільної множини {\displaystyle T'\subseteq S\setminus T}, виконується
{\displaystyle \left\vert \cup T'\setminus \cup T\right\vert \geq \left\vert T'\right\vert }
і скористатися припущенням індукції.
Маємо
{\displaystyle \left\vert \cup T'\setminus \cup T\right\vert }
{\displaystyle =\left\vert \bigcup (T\cup T')\right\vert -\left\vert \cup T\right\vert \geq \left\vert T\cup T'\right\vert -\left\vert T\right\vert }
{\displaystyle =\left\vert T\right\vert +\left\vert T'\right\vert -\left\vert T\right\vert =\left\vert T'\right\vert },
зважаючи на відсутність спільних елементів у {\displaystyle T} і {\displaystyle T'}, і той факт, що {\displaystyle \left\vert \cup T\right\vert =\left\vert T\right\vert }. Тому за припущенням індукції, {\displaystyle S\setminus T} має трансверсаль, що не містить елементів {\displaystyle \cup T}.

### Доведення 2
Позначимо через {\displaystyle H\;} підграф графа {\displaystyle G=(V,E)\;} такий, що
- кожна вершина інцидентна деякому ребру графа {\displaystyle H\;}
- граф {\displaystyle H\;} задовольняє умову одружень і є мінімальним за включенням ребер графом, що задовольняє цю вимогу.

Позначимо {\displaystyle d_{H}(a)\;} — степінь вершини a в графі {\displaystyle H\;}. Очевидно, що {\displaystyle d_{H}(a)\geq 1}. Для доведення теореми Холла достатньо довести, що {\displaystyle d_{H}(a)=1\;}.
Для цього спершу позначимо : {\displaystyle N_{H}(K)=\{w\in B\colon (\exists k\in K)\lbrace k,w\rbrace \in E\}\;}
Припустимо, що деяка вершини {\displaystyle a\in A} з'єднується більш ніж з однією вершиною і нехай{\displaystyle b_{1},b_{2}\in N_{H}(a).\;} Тоді згідно з вибором {\displaystyle H\;} графи {\displaystyle H-\{ab_{1}\}\;} і {\displaystyle H-\{ab_{2}\}\;} не задовольняють умови одружень. Тому для {\displaystyle i=1,2\;} існують такі {\displaystyle A_{i}\subset A} що містять a і {\displaystyle |A_{i}|>|B_{i}|\;} де {\displaystyle B_{i}:=N_{H-\{ab_{i}\}}(A_{i})\;}.
Звідси одержуємо:
{\displaystyle |N_{H}(A_{1}\cap A_{2}\smallsetminus \{a\})|\leq |B_{1}\cap B_{2}|}
{\displaystyle =|B_{1}|+|B_{2}|-|B_{1}\cup B_{2}|=|B_{1}|+|B_{2}|-|N_{H}(A_{1}\cup A_{2})}
{\displaystyle \leq |A_{1}|-1+|A_{2}|-1-|A_{1}\cup A_{2}|=|A_{1}\cap A_{2}\smallsetminus \{a\}|-1}
Тобто H не задовольняє умови одружень, що суперечить припущенню і доводить теорему.